# Blanc et Bleu
 Blanc et Bleu est une nouvelle de Guy de Maupassant parue en 1885.

## Historique
Signée Maufrigneuse,  Blanc et Bleu est une nouvelle publiée dans le quotidien Gil Blas  du 3 février 1885.

## Résumé
Dans sa barque, “toute blanche avec un filet bleu le long du bordage”, le narrateur emmène son ami Pol faire un tour au large. Celui-ci lui raconte une histoire de neige : celle du grand Radier.

## Éditions
- 1885 -   Blanc et Bleu, dans Gil Blas.
- 1907 -   Blanc et Bleu, dans Œuvres complètes de Guy de Maupassant, Paris, Louis Conard.
- 1967 -  Blanc et Bleu, dans Misti, recueil de vingt nouvelles de Maupassant, Éditions Albin Michel, Le Livre de poche n° 2156.
- 1979 -   Blanc et Bleu, dans Maupassant, Contes et nouvelles, tome II, texte établi et annoté par Louis Forestier, Bibliothèque de la Pléiade, éditions Gallimard.

## Lire
- Lien vers la version de  Blanc et Bleu dans Gil Blas